# Amt Carbäk
Im Amt Carbäk mit Sitz in der Gemeinde Broderstorf sind vier Gemeinden zur Erledigung ihrer Verwaltungsgeschäfte zusammengeschlossen. Das Amt liegt im Landkreis Rostock in Mecklenburg-Vorpommern (Deutschland) und grenzt im Südwesten an die Hansestadt Rostock und im Nordosten an den Landkreis Vorpommern-Rügen.
Der Name des Amtes stammt vom etwa 15 Kilometer langen Bach Carbäk, der in Ost-West-Richtung durch das Amtsgebiet fließt und in Rostock in die  Unterwarnow mündet.
Zum 1. Januar 2012 wurde Mandelshagen, das als eigenständige Gemeinde Teil des Amtes Carbäk war, nach Blankenhagen im Amt Rostocker Heide eingemeindet. Zum 1. Januar 2013 wurde Steinfeld nach Broderstorf eingemeindet. Zum 1. Januar 2018 verließ die amtsangehörige Gemeinde Klein Kussewitz das Amt und wurde nach Bentwisch, Amt Rostocker Heide, eingemeindet.

## Die Gemeinden mit ihren Ortsteilen
- Broderstorf mit Fienstorf, Ikendorf, Neu Broderstorf, Neuendorf, Neu Pastow, Neu Roggentin, Öftenhäven, Pastow, Rothbeck, Steinfeld und Teschendorf
- Poppendorf mit Bussewitz und Vogtshagen
- Roggentin mit Fresendorf und Kösterbeck
- Thulendorf mit Hohenfelde, Klein Lüsewitz, Neu Fienstorf, Neu Thulendorf und Sagerheide

## Belege
1. ↑  Statistisches Amt M-V – Bevölkerungsstand der Kreise, Ämter und Gemeinden 2023 (XLS-Datei) (Amtliche Einwohnerzahlen in Fortschreibung des Zensus 2011) (Hilfe dazu).